# Vilhelm Poulsen
Vilhelm Poulsen (* 20. August 1999 in Tórshavn) ist ein Handballspieler von den Färöern. Der 1,90 m große rechte Rückraumspieler spielt seit 2024 für den deutschen Erstligisten TSV Hannover-Burgdorf und steht zudem im Aufgebot der färöischen Nationalmannschaft.

## Karriere

### Verein
Vilhelm Poulsen sammelte erste Erfahrung bei den Männern von H71 Tórshavn. Mit dieser Mannschaft nahm er international am EHF Challenge Cup 2019/20 teil. In der Saison 2021/22 lief er in Island für Fram Reykjavík auf. Seit 2022 spielt er für den dänischen Erstligisten Lemvig-Thyborøn Håndbold.
Zur Saison 2024/25 wechselte er in die deutsche Bundesliga zur TSV Hannover-Burgdorf.

### Nationalmannschaft
Mit der färöischen Nationalmannschaft belegte Poulsen bei der Europameisterschaft 2024 den 20. Platz und warf dabei sieben Tore in drei Einsätzen. Bisher bestritt er mindestens 26 Länderspiele, in denen er 37 Tore erzielte.